# Karl Freund (Politiker)
Karl Freund (* 1. August 1947 in Taufkirchen an der Pram) ist ein österreichischer Politiker (ÖVP) und ehemaliger Abgeordneter zum Österreichischen Nationalrat.

## Ausbildung und Beruf
Karl Freund besuchte zwischen 1953 und 1960 die Volks- und Hauptschule in seiner Heimatgemeinde Taufkirchen. Er arbeitete in der elterlichen Landwirtschaft und absolvierte zwischen 1965 und 1968 eine landwirtschaftliche Fachausbildung. 1970 leistete Freund den Präsenzdienst ab. Freund besuchte 1988 einen Lehrgang der Oberösterreichische Bauernakademie.
Karl Freund ist seit 1971 selbständiger Landwirt in Lambrechten und wurde 2003 zum Ökonomierat ernannt.

## Politische Laufbahn
Karl Freund begann seine politische Karriere in der Gemeinde Lambrechten. Er war zwischen 1973 und 2000 Gemeinderat und zwischen 1979 und 1991 auch Vizebürgermeister und Ortsbauernobmann. Freund war von 1998 bis 2010 Bezirksparteiobmann der ÖVP Ried im Innkreis und von 1996 bis 2008 Landesobmann-Stellvertreter des Oberösterreichischen Bauernbundes.
Karl Freund war von 15. Oktober 1988 bis 27. Oktober 2008 Abgeordneter zum Nationalrat. Er vertrat die ÖVP über ein Direktmandat des Regionalwahlkreises 4B (Innviertel). Er war mehrfach Mitglied im Ausschuss für innere Angelegenheiten und vertrat die ÖVP in der XXIII. Gesetzgebungsperiode zudem in den Ausschüssen Land- und Forstwirtschaft, Petitionen und Bürgerinitiativen sowie Landesverteidigung.

## Auszeichnungen
- 1998: Großes Silbernes Ehrenzeichen für Verdienste um die Republik Österreich[1]
- 2008: Großes Goldenes Ehrenzeichen für Verdienste um die Republik Österreich[1]